# Locofaulisme

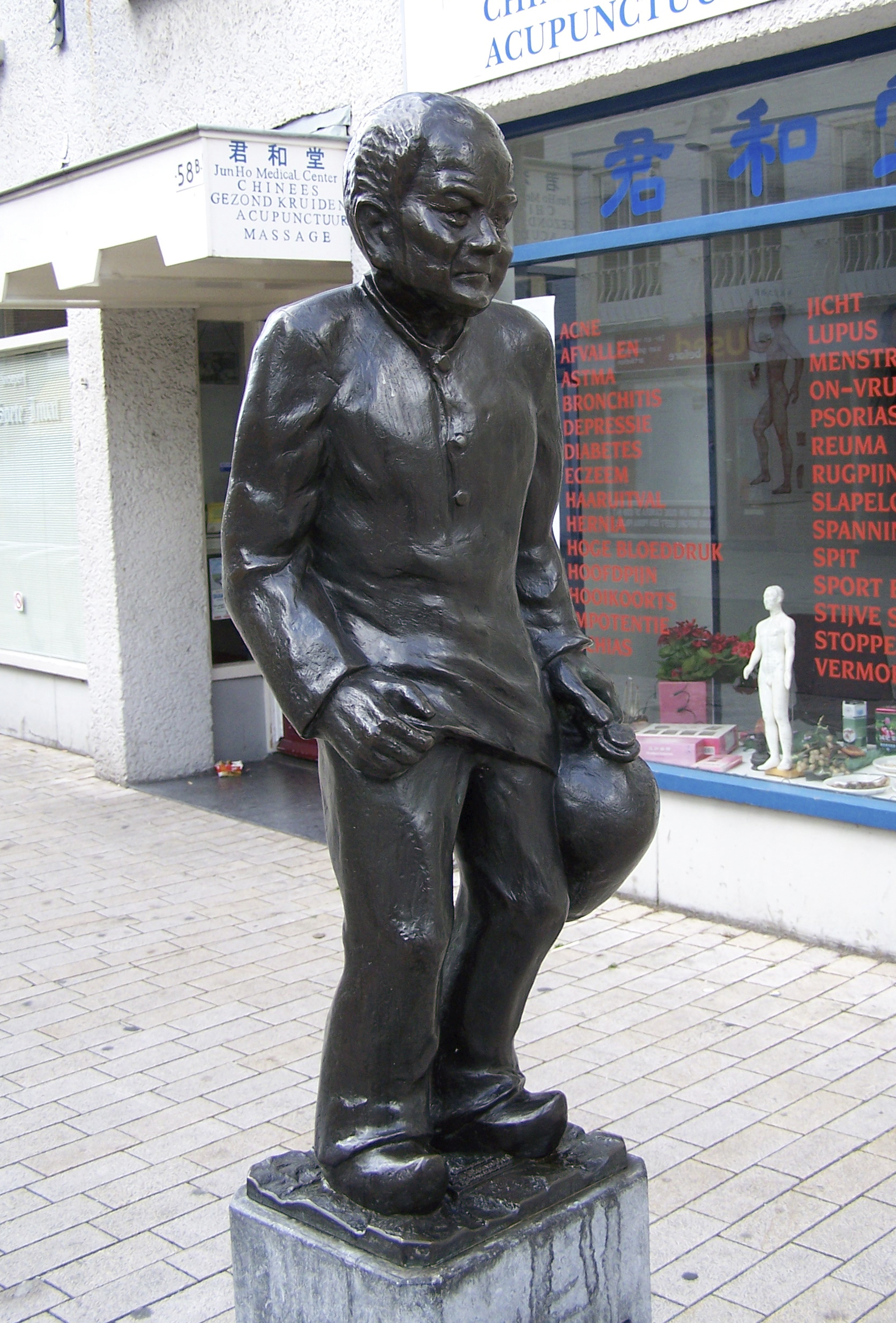
Tilburgse Kruikezeiker

Een locofaulisme is een schimp- of scheldnaam voor de inwoners van een bepaalde plaats of streek.
De bespotting van de inwoners van naburige plaatsen is een algemeen verbreid en zeer oud fenomeen. Locofaulismen ontstonden in een tijd dat de mobiliteit van mensen gering was en steden sterke lokale gemeenschappen waren. Inwoners van andere naburige steden en dorpen vielen op en werden als groep onder één noemer gebracht en met een bijnaam benoemd. Ook onderlinge rivaliteit speelde een rol. Als bijvoorbeeld in een stad een tak van nijverheid sterk tot bloei kwam en de welvaart van zijn inwoners toenam, dan werd dit door nabijgelegen gemeenschappen met een zekere afgunst bekeken. Het succes van de een werd door de ander smalend beschimpt met een bijnaam. De betreffende stad beantwoordde dit door ook nabijgelegen steden een bijnaam te geven: De na-ijver tussen dorpen en steden kwam ook in oude scheldversjes naar voren. Het volgende Zeeuwse scheldrijm is gericht op de bewoners van Kattendijke.

Kattendieksche 'ottentot,
Zeven huizen en een varkenskot!

De locofaulismen gaan vaak over de aan hen toegeschreven slechte eigenschappen of vermeende domheid, onwetendheid en onnozelheid. Vaak is er een volksverhaal dat de bijnaam verklaart. In veel gevallen wordt aan de scheldnaam namelijk later een sage gekoppeld, wanneer de naam niet meer begrepen is. Zo worden de inwoners van zowel de Vlaamse stad Mechelen als de Nederlandse steden Middelburg en Sluis maneblussers genoemd, omdat volgens een volksverhaal de inwoners van de stad ooit dachten dat hun toren in brand stond en met z'n allen begonnen met blussen. Achteraf bleek dat er helemaal geen brand was, maar dat het maanlicht in de ramen van de toren weerspiegeld werd.

Inwoners van Vlissingen worden "Flessendieven" genoemd

Een link naar de (toenmalige) economische bedrijvigheid in een bepaalde plaats kan aanleiding zijn tot de ontwikkeling van een bijnaam. Ten slotte kunnen locofaulismen ontstaan op basis van het wapen, bodemgesteldheid of een plaatselijke lekkernij:
- Vlissingen: "Flessendieven", op het stadswapen staat een fles[3]
- Amsterdam: "Veenpuiten", bewoners van het laagveengebied[4]
- Sneek: "Dúmkefretters", soort klein gebak in de vorm van een duim[3]

Tegenwoordig zien we dat in veel steden en dorpen de scheldnaam is uitgegroeid tot geuzennaam of dat deze wordt gebruikt tijdens het carnaval.
Voor Vlaanderen zijn de oudste lijsten van locofaulismen De properheden van der steden van Vlaenderen (ca. 1347-1414) en Den langen adieu (1560).